# میمسیس
میمِسیس (به آلمانی: Mimesis: Dargestellte Wirklichkeit in der abendländischen Literatur) کتابِ اریش آورباخ دربارهٔ بازنماییِ واقعیت در ادبیاتِ مغرب‌زمین است.

## به فارسی
مسعود شیربچه این کتاب را به فارسی درآورده است.